# Hygrostolides robustior
Hygrostolides robustior là một loài bướm đêm trong họ Noctuidae.